# 希平多
13°49′28″S 15°48′0″E / 13.82444°S 15.80000°E

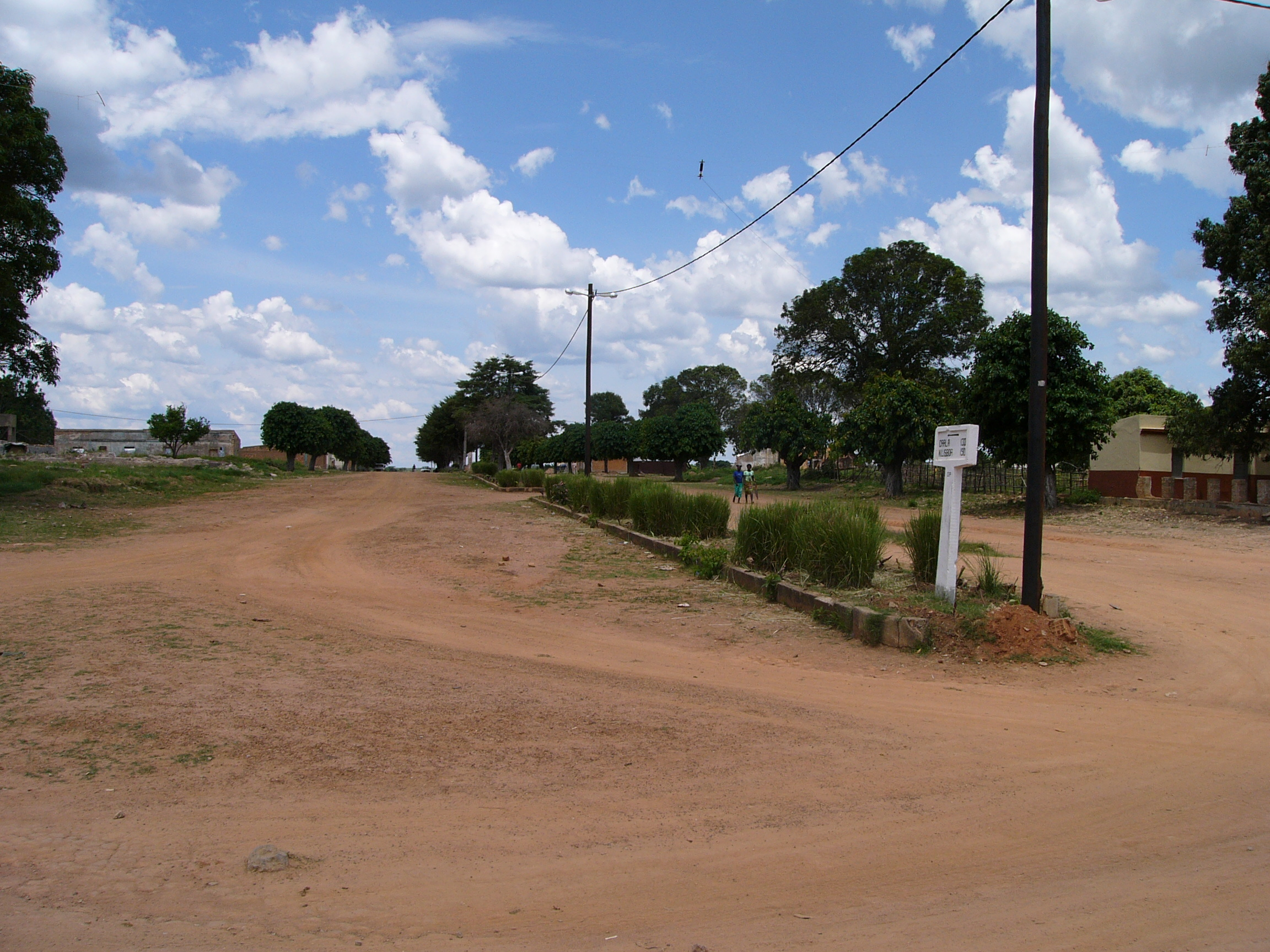
希平多

希平多（葡萄牙語：Chipindo），是個位於安哥拉西南部的城鎮，由威拉省負責管轄，面積3,898平方公里，每年平均降雨量1,122毫米，2006年人口33,244，人口密度每平方公里16人。